# Brosso
Brosso (piemontiul Bròss) egy 475 lakosú község (comune) Torino megyében. A Chiusella-völgyben található, és a Chiusella-völgyi Hegyi Közösség tagja. Valaha a völgy legfontosabb központja volt. Itt épült San Martino grófjainak kastélya. Ismert ezen kívül a mai napig aktív kőbányáiról. Látnivalói közül kiemelkedik a 12. századi Szent Mihály Arkangyal templom.

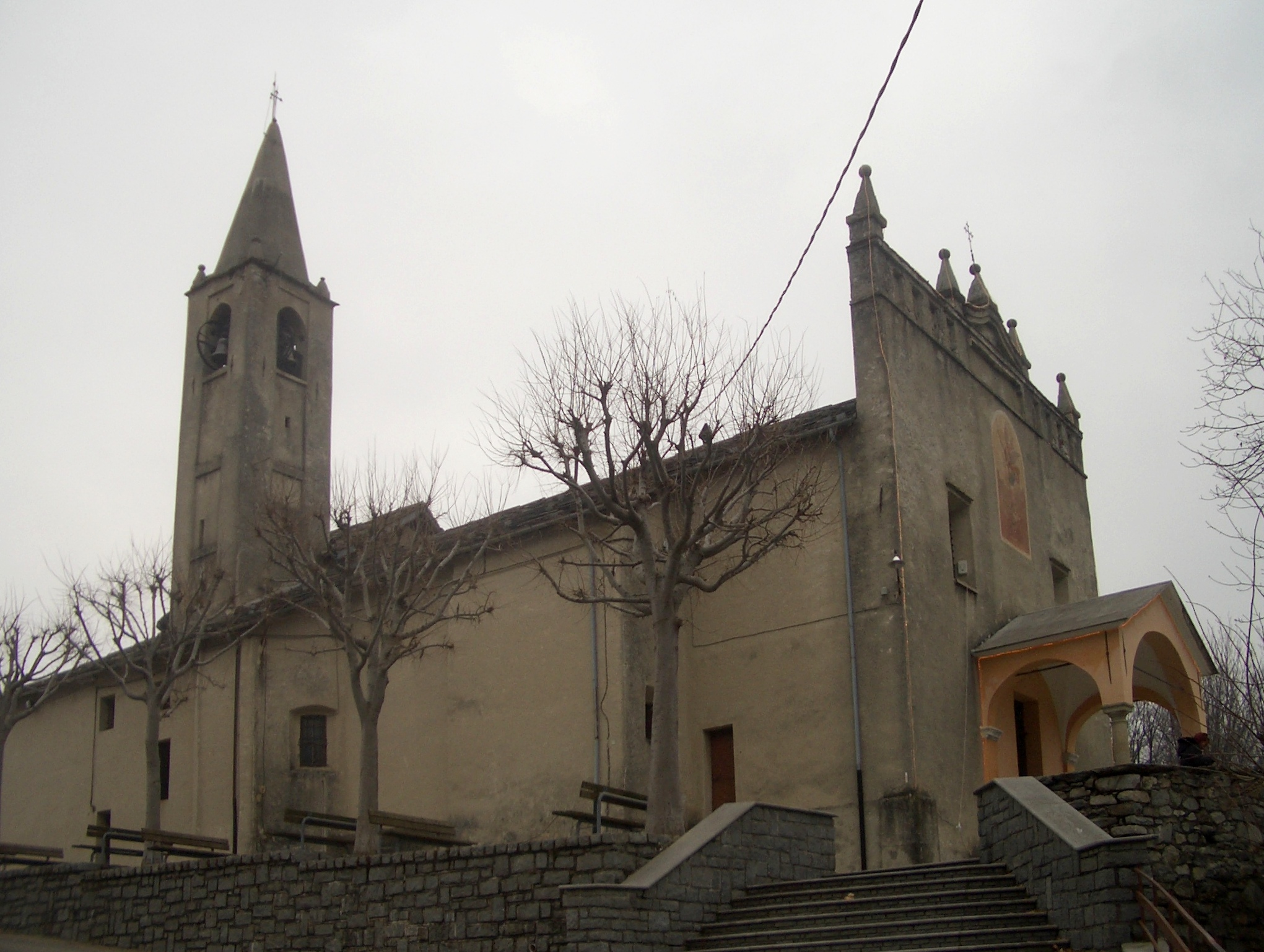
Szent Mihály templom

## Fordítás
- Ez a szócikk részben vagy egészben  a   Brosso című olasz Wikipédia-szócikk fordításán alapul.  Az eredeti cikk szerkesztőit annak laptörténete sorolja fel. Ez a jelzés csupán a megfogalmazás eredetét és a szerzői jogokat jelzi, nem szolgál a cikkben szereplő információk forrásmegjelöléseként.